# Premio Biblioteca Breve
El Premio Biblioteca Breve de Novela es concedido anualmente por la editorial Seix Barral a una novela inédita en lengua castellana. La dotación para 2019 fue de 30 000 euros y publicación. Puede concederse incluso a dos novelas (ex aequo), pero jamás quedar desierto. Se entrega en febrero del año siguiente a cada convocatoria.

## Historia
El 14 de junio de 1958, un jurado compuesto por los críticos literarios José María Castellet y José María Valverde, y los editores Víctor Seix (director de la editorial), Juan Petit (director literario de la editorial) y Carlos Barral (director de la colección), falló en Sitges (Barcelona) la primera edición del premio. Sus rasgos distintivos se desprendían de las declaraciones de los miembros del jurado: estimular a los escritores jóvenes, poseer vocación renovadora...
En 1964 cambió el jurado. A causa de la muerte de Juan Petit en enero de 1964, reemplazado en la dirección literaria por Gabriel Ferrater, el exilio de José María Valverde en 1967 en Canadá y la muerte de Víctor Seix en octubre de ese año, se incorporaron al jurado, en ediciones sucesivas, Salvador Clotas, Luis Goytisolo y Juan García Hortelano. También se modificaron las bases: en tributo a Juan Petit, durante unos años el premio llevó su nombre de forma simbólica. De igual forma, la situación política española motivó que, en algunas ediciones[¿cuál?], la convocatoria se abriera a cualquier lengua romance de la península ibérica: concursaron obras en catalán y en portugués (de Portugal y Brasil), aunque ninguna resultase premiada.
El jurado que falló la edición de 1971 estuvo compuesto por Luis Goytisolo, Juan Rulfo, Juan Ferraté y Pere Gimferrer, a los que en 1972 se añadió Guillermo Cabrera Infante. Sin embargo, en 1974 deja de convocarse debido a numerosos factores internos (disensiones en el seno de la editorial) y externos (problemas con la censura), considerándose cumplido el propósito con el que se creó.
En 1999, la nueva dirección literaria de la editorial Seix Barral, perteneciente ya al Grupo Planeta, decidió volver a convocar el premio, con la voluntad de recuperar el espíritu con que nació, procurando atender tanto a los autores españoles como a los latinoamericanos. 

## Novelas premiadas primera etapa (1958-1973)
| Año  | Título | Autor | País | Obras finalistas |
| 1958 | Las afueras | Luis Goytisolo | España | - |
| 1959 | Nuevas amistades | Juan García Hortelano | España | - Eloy (de Carlos Droguet) Chile |
| 1960 | Se declaró desierto por no alcanzar los tres votos exigidos por las bases ninguna de las novelas finalistas | Se declaró desierto por no alcanzar los tres votos exigidos por las bases ninguna de las novelas finalistas                                                                    | Se declaró desierto por no alcanzar los tres votos exigidos por las bases ninguna de las novelas finalistas                                                                    | - Encerrados con un solo juguete (de Juan Marsé) España - La criba (de Daniel Sueiro) España - Los extraordinarios (de Ana Mairena) México                                                                                         |
| 1961 | Dos días de setiembre | José Manuel Caballero Bonald | España | - El paredón (de Carlos Martínez Moreno) Uruguay |
| 1962 | La ciudad y los perros | Mario Vargas Llosa | Perú | - Ritmo lento (de Carmen Martín Gaite) España - En Chimá nace un santo, de Manuel Zapata Olivella Colombia |
| 1963 | Los albañiles | Vicente Leñero | México | - El engranaje (de Juan María Aresti) España - Gracias por el fuego, de Mario Benedetti Uruguay - La selva gris, después titulada El peso de la noche (de Jorge Edwards) Chile - Crónica de un regreso (de Andrés Martínez) España |
| 1964 | Vista del amanecer en el trópico (Por motivos de censura, el autor reescribirá la novela, que acabará transformada en Tres tristes tigres (1967). Más tarde usará el título original de su novela para un libro de viñetas.) | Guillermo Cabrera Infante | Cuba | - Cenizas de Izalco (de Claribel Alegría y Darwin J. Flakoll) (El Salvador) - Estat d'excepció (de Manuel de Pedrolo) España |
| 1965 | Últimas tardes con Teresa | Juan Marsé | España | - Finalista: La traición de Rita Hayworth, de Manuel Puig (Argentina) (la novela no fue publicada en España y se editó en Argentina por la editorial Jorge Álvarez en 1968)                                                        |
| 1966 | No se convocó | No se convocó | No se convocó | No se convocó |
| 1967 | Cambio de piel (prohibida por la censura española, se editó en México por la editorial Joaquín Mortiz el mismo año en que fue premiada y no se publicó en España hasta 1974)                                                 | Carlos Fuentes | México | - El mercurio (de José María Guelbenzu) España |
| 1968 | País portátil | Adriano González León | Venezuela | - Contramutis (de Jorge Onetti) Uruguay - Palabras en el muro (de Ramón Hernández) España |
| 1969 | Una meditación | Juan Benet | España | - Escalera para Electra de Aída Cartagena Portalatín República Dominicana |
| 1970 | No se falla el premio por problemas internos de la editorial, que derivaron en la salida de Carlos Barral. Habría ganado El obsceno pájaro de la noche (de José Donoso) Chile.                                               | No se falla el premio por problemas internos de la editorial, que derivaron en la salida de Carlos Barral. Habría ganado El obsceno pájaro de la noche (de José Donoso) Chile. | No se falla el premio por problemas internos de la editorial, que derivaron en la salida de Carlos Barral. Habría ganado El obsceno pájaro de la noche (de José Donoso) Chile. | Posibles finalistas: - Un mundo para Julius, de Alfredo Bryce Echenique Perú - Lapsus, de Héctor Manjarrez México. |
| 1971 | Sonámbulo del sol | Nivaria Tejera | Cuba | - Figuraciones en el mes de marzo, de Emilio Díaz Valcárcel Puerto Rico - La vida disparatada de Félix Palissa, de Miguel Arteche Chile                                                                                            |
| 1972 | La circuncisión del señor solo | José Leyva | España | |
| 1973 | Se declaró desierto. | Se declaró desierto. | Se declaró desierto. | - Nina o Hanca, Fernando González Aller - El círculo yersida, de Carlos M. Cirsisi - De las sabidurías de la noche y de cierta frivolidad del alma, de Ramón Zulaica - Fases de la luna, de Augusto Martínez Torres.               |

## Novelas premiadas segunda etapa (desde 1999)
| Año  | Obra                               | Autor                    | País                 |
| 1999 | En busca de Klingsor               | Jorge Volpi              | Bandera de México    |
| 2000 | Los impacientes                    | Gonzalo Garcés           | Bandera de Argentina |
| 2001 | Velódromo de invierno              | Juana Salabert           | Bandera de España    |
| 2002 | Satanás                            | Mario Mendoza            | Bandera de Colombia  |
| 2003 | Los príncipes nubios               | Juan Bonilla             | Bandera de España    |
| 2004 | La burla del tiempo                | Mauricio Electorat       | Bandera de Chile     |
| 2005 | Una palabra tuya                   | Elvira Lindo             | Bandera de España    |
| 2006 | La segunda mujer                   | Luisa Castro             | Bandera de España    |
| 2007 | El séptimo velo                    | Juan Manuel de Prada     | Bandera de España    |
| 2008 | El infinito en la palma de la mano | Gioconda Belli           | Bandera de Nicaragua |
| 2009 | Corazón de napalm                  | Clara Usón               | Bandera de España    |
| 2010 | El oficinista                      | Guillermo Saccomanno     | Bandera de Argentina |
| 2011 | Leonora                            | Elena Poniatowska        | Bandera de México    |
| 2012 | El jardín colgante                 | Javier Calvo             | Bandera de España    |
| 2013 | Música de cámara                   | Rosa Regàs               | Bandera de España    |
| 2014 | Ávidas pretensiones.               | Fernando Aramburu        | Bandera de España    |
| 2015 | La isla del padre.                 | Fernando Marías Amondo   | Bandera de España    |
| 2016 | El Sistema                         | Ricardo Menéndez Salmón  | Bandera de España    |
| 2017 | A cielo abierto                    | Antonio Iturbe           | Bandera de España    |
| 2018 | Trilogía de la guerra              | Agustín Fernández Mallo  | Bandera de España    |
| 2019 | Días sin ti                        | Elvira Sastre            | Bandera de España    |
| 2020 | Noche y océano                     | Raquel Taranilla         | Bandera de España    |
| 2021 | Trigo limpio                       | Juan Manuel Gil          | Bandera de España    |
| 2022 | Lugar seguro                       | Isaac Rosa               | Bandera de España    |
| 2023 | La educación física                | Rosario Villajos         | Bandera de España    |
| 2024 | Elogio de las manos                | Jesús Carrasco Jaramillo | Bandera de España    |